# Hervé Falciani
Hervé Daniel Marcel Falciani (Monte Carlo, 9 gennaio 1972) è un ingegnere italiano naturalizzato francese, noto whistleblower su dati bancari della HSBC.

## Biografia
Noto alle cronache per aver divulgato notizie bancarie riservate, dal 2009 collabora con numerosi Paesi europei fornendo e vendendo alle autorità pubbliche informazioni riservate su oltre 130.000 titolari di conti correnti svizzeri, presunti evasori fiscali, e in particolare di coloro che li avevano aperti in Svizzera presso una filiale della banca privata britannica HSBC .
Falciani è l'autore della cosiddetta lista Lagarde (Lagarde list), così chiamata perché fatta pervenire all'allora ministro francese delle finanze Christine Lagarde, poi divenuta direttore generale del Fondo Monetario Internazionale (FMI). Si tratta di un elenco di clienti della HSBC provenienti da vari paesi europei che hanno utilizzato quell'istituto di credito per i propri depositi bancari con lo scopo, presumibile o presunto, di evadere le tasse o riciclare denaro. La Lagarde, a sua volta, ha inviato copia del documento a quei governi i cui cittadini erano inclusi nella lista.
Dal 2012 risiede in Spagna, dova ha aiutato gli inquirenti a recuperare somme evase.
L'11 dicembre 2014 Falciani è stato indagato dal governo federale svizzero per violazione del segreto bancario e per spionaggio industriale. L'accusa rivolta a Falciani, che tuttavia non viene mai nominato, era di aver trafugato informazioni dagli uffici ginevrini della HSBC, passandoli illegalmente al fisco francese. Il 27 novembre 2015 il tribunale di Bellinzona lo ha condannato a cinque anni di carcere per spionaggio economico.
Nel novembre 2014 la Francia ha accusato la HSBC di riciclaggio di denaro.
Nel 2015 Falciani ha raccontato la sua storia nel libro "La cassaforte degli evasori", scritto insieme al giornalista italiano Angelo Mincuzzi. Il libro, edito da Chiarelettere, è stato pubblicato anche in Cina, Giappone, Francia, Spagna, Grecia, Portogallo e Taiwan.
Il 7 dicembre 2024 è stato arrestato a Milano in esecuzione del mandato di cattura internazionale emesso dalla Svizzera in relazione alla condanna del 2015. Dopo dieci giorni viene scarcerato, poi messo ai domiciliari con divieto di espatrio e infine, il 18 dicembre, liberato su ordine del Ministero della Giustizia, che ne ha pertanto negato la richiesta estradizione.